# Alijassa venezuelica
Alijassa venezuelica är en spindelart som först beskrevs av Lodovico di Caporiacco 1955.  Alijassa venezuelica ingår i släktet Alijassa och familjen spökspindlar.
Artens utbredningsområde är Venezuela. Inga underarter finns listade i Catalogue of Life.